# Troll w Nowym Jorku
Troll w Nowym Jorku (ang. A Troll In Central Park) – amerykański film animowany w reżyserii Dona Blutha i Gary’ego Goldmana 1994 zroku.

## Fabuła
Film opowiada o trollu Stanleyu, który w przeciwieństwie do swoich pobratymców nie jest złośliwym stworkiem, a darzy uczuciem ludzi i posiada zielony palec, którym wszystko, czego dotknie, zamienia w kwiaty. Niestety nie podoba to się Gnorgi, okrutnej władczyni, która postanawia wygnać Stanleya z krainy, wysyłając go do świata ludzi. Trafia on do Central Parku w Nowym Jorku gdzie poznaje rodzeństwo – Gusa i jego młodszą siostrę Rosie, którzy postanawiają pomóc Stanleyowi pokonać królową jego krainy.

## Obsada głosowa
- Dom DeLuise – Stanley
- Phillip Glasser – Gus
- Tawny Sunshine Glover – Rosie
- Cloris Leachman – królowa Gnorga
- Charles Nelson Reilly – król Llort
- Hayley Mills – Hilary
- Jonathan Pryce – Alan
- Neil Ross – Pansy
- Will Ryan – Boss
- Pat Musick – Snuffy

## Wersja polska
Wersja polska: PaanFilm Studio Warszawa

Dialogi, teksty piosenek i reżyseria: Dariusz Dunowski

Kierownictwo muzyczne: Mirosław Janowski

Dźwięk i montaż: Michał Skarżyński

Kierownik produkcji: Krzysztof Golon

Udział wzięli:
- Krzysztof Kołbasiuk – Stanley
- Piotr Baczyński – Gus
- Krystyna Kozanecka – Rosie
- Mirosława Krajewska – królowa Gnorga
- Krzysztof Tyniec – król Llort
- Ewa Kania – Hilary
- Jan Piechociński – Alan
- Tomasz Grochoczyński
- Mariusz Leszczyński
- Wojciech Machnicki
- Mieczysław Morański

Śpiewali: Barbara Janowska, Stefania Janus, Joanna Pałucka, Anna Ścigalska, Stefan Każuro, Grzegorz Kucias, Wojciech Paszkowski, Tomasz Rojek i Michał Straszewski

Dzieci: Agnieszka Dobrzyńska, Urszula Janowska, Natalia Jurek, Katarzyna Krzemińska, Katarzyna Wiśniewska i Mateusz Dębski
Lektor: Janusz Szydłowski